# Matuanus
Matuanus is een geslacht van rechtvleugeligen uit de familie krekels (Gryllidae). De wetenschappelijke naam van dit geslacht is voor het eerst geldig gepubliceerd in 1986 door Gorochov.

## Soorten
Het geslacht Matuanus omvat de volgende soorten:
- Matuanus azurensis Robillard & Desutter-Grandcolas, 2008
- Matuanus basimaculata Chopard, 1951
- Matuanus bicolor Robillard, 2008
- Matuanus bruneonervus Robillard, 2008
- Matuanus caledonicus Saussure, 1878
- Matuanus elegans Otte, 1987
- Matuanus flavithorax Chopard, 1925
- Matuanus flavolineata Chopard, 1951
- Matuanus flavomaculatus Gorochov, 1986
- Matuanus lineiceps Chopard, 1929
- Matuanus mirabilis Desutter-Grandcolas, 1997
- Matuanus neoplumus Otte, 1987
- Matuanus priapus Saussure, 1878
- Matuanus punctipes Chopard, 1951
- Matuanus rectinervus Robillard, 2008
- Matuanus rufidulus Saussure, 1878
- Matuanus rufomaculatus Gorochov, 2003